# Murina leucogaster
Murina leucogaster es una especie de murciélago de la familia Vespertilionidae.

## Distribución geográfica
Se encuentra en Nepal, India, China, Bután y Tailandia.